# 優素福·卡迪爾汗
优素福·卡迪尔汗（？—1032年），喀喇汗国萨图克·博格拉汗的曾孙，哈仑·博拉汗儿子。
优素福·卡迪尔汗从1004年开始是驻喀什（今新疆喀什市）的副汗称博格拉（公驼）喀什可汗。1006年，优素福攻灭了信奉佛教的于阗。根据《宋史·于阗传》的记载，1009年（宋真宗大中祥符二年），称他为于阗黑汗王，从于阗派遣回鹘罗厮温聘问宋朝。
1013年，阿里·阿尔斯兰汗去世，曼苏尔继承阿尔斯兰汗（大汗）。1017年，他的兄弟阿赫马（穆罕默德托干汗）继承阿尔斯兰汗，喀喇汗国全部落入了哈仑系。1025年，在撒马尔罕以南和哥疾宁王朝苏丹马哈茂德会盟，确定了以阿姆河为界划分势力范围。此格局一直延续到蒙古征服。1026年，优素福·卡迪尔汗成为了阿尔斯兰汗，他笃信伊斯兰教，尊敬和厚待学者和虔诚的宗教徒，在位期间，国内出现了很多学者。伊斯兰历423年（1031年12月19日—1032年12月6日），优素福·卡迪尔汗去世。死后不久，喀喇汗国分裂成东喀喇汗（喀什）、西喀喇汗（撒马尔罕）两国。
| 前任： 阿赫马 | 喀喇汗国大汗 1026年—1032年 | 繼任： 苏莱曼·卡迪尔汗 |